# ماهیچه گشادکننده سوراخ بینی
ماهیچه گشادکننده سوراخ بینی (انگلیسی: Dilator naris muscle) بخشی از ماهیچه بینی در صورت انسان است.
ماهیچه گشادکننده سوراخ بینی به دو بخش پیشین و پسین تقسیم شده است.
- بخش پیشین یک دسته ماهیچه‌ای ظریف است که از غضروف بزرگ پره بینی گذشته و به لایه پوشاننده در نزدیکی لبه سوراخ بینی می‌رسد. این بخش در جلوی ماهیچه گشادکننده پسین سوراخ بینی قرار دارد.
- بخش پسین در قسمتی از خود در زیر ماهیچه بالابرنده لب بالا قرار گرفته است. بخش پسین از لبه شکاف دماغی فک بالا و از غضروف کوچک پره بینی آغاز شده و در نزدیکی لبه سوراخ بینی وارد پوست می‌شود.